# 아이신기오로 망굴타이
아이신기오로 망굴타이 (愛新覺羅 莽古爾泰, 만주어: ᠮᠠᠩᡤᡡᠯᡨᠠᡳ목인덕: Manggūltai, 1587년 ~ 1633년 1월 11일)는 청 태조 누르하치의 5남이자, 4대 버일러 중 한 사람이다.

## 생애
누르하치의 두번째 복진 푸차씨 소생이다. 명 만력 40년 (1612년), 어린 시절, 누르하치의 뒤를 따라 울라부를 정벌하였고, 용감히 싸워 6성을 연파하였다. 망굴타이가 물을 건너 추격하자 누르하치가 "그만! 종이 없는데 어찌 주인이라 하겠는가? 백성이 없는데 어찌 임금이라 하겠는가? 내가 깎으리라(止! 無僕何以爲主? 無民何以爲君? 我且削之.)" 라고 하였고, 여섯 성을 부수고 풀하 강으로 군사를 옮겼으니 월일하여 울라강에 목성을 건설하고 군사를 천 명이나 남겨 두었다.
천명 원년 (1616년) 4월, 호쇼이 버일러 봉해졌고, 순서로 3버일러(三貝勒)라 불렸다. 천명 4년 (1619년)에 명경략 양호가 총병 두송을 보내어 6만 명으로 무순관을 유정이 4만 명으로 관전을 각각 출병시켰다. 망굴타이는 누르하치에서 어송계범을 지키며 사르후골 어귀에 복병하여 명병과장의 반재를 노려 공격하다가 금군이 길림애를 차지하자, 명병은 사르후산에 진을 치고 버일러 다이샨 등을 대동하여, 천인익 길림애를 합사하여 사르후를 공격하고 명군을 대파하고 두송이 전사하였다. 또, 누르하치가 회군하여 유정을 참수하였다. 그해 8월, 망굴타이는 대군을 이끌고 예허를 토벌했다. 천명 5년 (1620년), 누르하치가 명나라를 치려고 성을 포위하고, 망굴타이에게 군대를 거느리고 적군을 몰아내라고 명령하고, 망굴타이에게는 정예 백 명을 거느리고 명나라 병을 몰하 혼하에 이르러서야 퇴군하였다. 천명 6년 (1621년), 진강수 진량을 모문룡 휘하에 역투시키고, 망굴타이는 금주 주민들을 대동하여 복주로 이주시켰다. 천명 10년 (1625년), 여순구를 정복하다.
같은 해, 차하르 링단 칸은 코르친부를 침공해 크레주르겐성을 포위 공격했고, 망굴타이는 구원으로 나가 농안탑에 이르렀고, 링단 칸은 은둔했다. 천명 11년 (1626년), 누르하치는 칼카 바린부(巴林部)를 토벌하여 먼저 여러 버일러에게 명하여 시라무릉을 침략하게 하였으나, 무리는 모두 말을 타고 지쳐 전진하지 못하였고, 망굴타이는 홀로 군사를 이끌고 밤중에 강을 건너 공격하여 무수한 포로를 잡았다.
천총 원년 (1627년), 명군 우둔위를 공격하고 편사로 탑산의 양운을 지켰다. 천총 3년 (1629년), 대군을 따라 명나라를 정벌하고, 아바타이는 용정 관문에서 들어가 한아장을 공격하였다. 망굴타이는 도르곤과 도도를 대동하고 이 성을 지키게 하였고, 곧 반가의 수장으로 항복할 것을 권유하였다. 홍타이지도 홍산구를 함락하여 준화로 향했다. 망굴타이는 한이장에서 군대를 통합하여 명총병 조솔교를 격파하고, 그 부장을 생포하였다. 대군이 그 뒤 통주로 진군하여 명의 수도 북경(北京)에 이르자 명의 여러 도군들이 구원하러 갔다. 망굴타이는 바그라병을 파견해 도탁전과 싸우다가 명군이 침범해 망굴타이의 공격을 받아 섬멸했다. 홍타이지의 열병이 계주를 따라다니며 산해관을 대파한다. 천총 4년 (1630년) 2월, 영평, 준화를 함락시켰다. 군사를 물릴때 만난 명군을 물리쳤다.
천총 5년 (1631년), 대군을 따라 대릉하를 포위하고 정람기가 남쪽을 에워싸고, 망굴타이와 더걸러이가 파아라부대를 이끌고 책응했다. 명총병 오양과 감군도 장춘이 구원하러 떠나 성에서 15리 떨어진 곳에 주둔했다. 망굴타이는 홍타이지를 따라 명군을 공격하고, 장춘 등을 포로로 잡았다. 대릉하를 포위했을 때, 망굴타이는 홍타이지에게 소솔부대를 올려 큰 타격을 입혔고, 홍타이지는 망굴타이에게 "그 소대의 군사가 매번 어긋난다는 소식을 듣고 있다"라며 힐난하였다. 그러자 망굴타이가 화를 내며 "그래서요?" 라고 하였고, 홍타이지는 "만약 고하는 자가 무고하면, 고하는 자를 다스려야 하고, 그렇다면 그 소부병이 어찌 무죄를 받을 수 있겠는가?" 라고 하였다. 이 말을 마치고 말을 타자 망굴타이가 "어째 나만 난처한단 말입니까, 내가 끝까지 순종했는데, 그래도 나를 죽이려 했단말이오?" 라고 하면서 손에 칼을 매만지며 홍타이지를 쳐다보며 적대시했다고 한다. 동복동생인 더걸러이가 망굴타이를주먹으로 때렸고, 망굴타이는 분노하여 칼을 빼들었다. 좌우에서 그를 막아들었고, 홍타이지는 당초 망굴타이의 어머니인 계비 푸차씨가 죄를 저질렀을 때, 망굴타이가 그녀를 시해했다고 꾸짖었다. 이후 여러 버일러는 망굴타이의 큰 불경죄를 상의하여, 호셔이 버일러의 작위를 빼앗고, 도로이 버일러로 격하시킨 후, 5 우록을 빼앗고, 벌로 은 만냥, 갑주, 조안마 10필, 소안마 2필을 내게하였다.
천총 6년 (1632년), 대군이 차하르 정벌을 함에 따라, 링단 칸이 도주했다. 군사를 이동시켜 정벌하고, 대동(大同)과 선부(宣府)를 침략했다. 같은 해 12월 (양력 1633년 1월), 망굴타이가 병사하자, 홍타이지는 장례에 참석하고, 삼고종이 지나자 돌아갔고, 중문에 전술을 세워 제사를 지내고 통곡한 후에 입궁했다. 이듬해 (1633년), 그의 동복여동생 망구지의 외손녀 공주가 홍타이지를 알현할 때, 큰아버지 망굴타이 (양백부, 실은 친외삼촌)를 염원하여 애처롭게 울었고, 홍타이지와 여러 버일러는 눈물을 흘렸다.
천총 9년 (1635년), 망굴타이의 동복여동생인 망구지 공주의 렁승지는 망굴타이와 더걸러이, 망구지를 원망하며 홍타이지를 위태롭게 할 것을 맹세하고 망굴타이의 남편 소노무를 증인으로 삼았다. 이어 '대금국황제지인'이 16점이 찍혔다. 결국 대역죄로 망굴타이의 작위를 추탈했다. 망구지 공주 및 망구지의 아들 어빌룬, 이부형 앙아라가 연루되어 죽고, 망구지는 종실 자격을 박탈당하고, 자손은 황대자에서 홍대자로 격하되었다.

## 자손
1. 마이다리 (생모 하다나라씨)
2. 광구 (생모 하다나라씨)
3. 사하량 (생모 하다나라씨)
4. 사동게 (서자, 생모 미상)
5. 어빌룬 (생모 하다나라씨)
6. 피양구타이 (생모 하다나라씨)
7. 사하나 (서자, 생모 미상)
8. 아크타마 (생모 하다나라씨)
9. 슈순 (생모 성명 미상의 계실)